# Oriolus flavocinctus
Oriolus flavocinctus е вид птица от семейство Oriolidae.

## Разпространение
Видът е разпространен в Австралия, Индонезия и Папуа Нова Гвинея.